# Azerspace-1/Africasat-1a
Azerspace-1/Africasat-1a' je prvi satelit Azerbajdžana. Izdelalo ga je podjetje Orbital Sciences Corporation. Iz izstrelišča v Kourouju v Francoski Gvajani ga je 7. februarja 2013 v vesolje ponesla nosilna raketa Ariane 5. Satelit je v orbito utirjen na položaju 46° vzhodno in pokriva območje Evrope ter velik del Azije in Afrike. Upravlja ga azerbajdžansko podjetje Azercosmos, ki omogoča televizijsko in radijsko oddajanje ter dostop do interneta.
Predvidena življenjska doba satelita je 15 let.

## Stroški
Po podatkih Orbital Sciences Corporation je strošek izdelave satelita znašal 120 milijonov ameriških dolarjev. Aprila 2011 je financiranje projekta delno zagotovila Export-Import Bank of United States, ki je zagotovila 85% gradbenih stroškov v obliki posojila azerbajdžanski strani. Preostalih 15% stroškov je pokrila azerbajdžanska vlada. Finančna sredstva so bila prenesena podjetju Azercosmos OJSC, ki upravlja satelit. Predsednik podjetja Arianespace Jean-Yves Le Gall je poudaril, da je teža satelita znašala tri tone.

## Specifikacije satelita
Satelit je opremljen s sončnimi paneli, ki imajo štiri plošče na vsakem panelu. Te plošče uporabljajo celice iz galijevega arsenida UTJ. Za stabilizacijo v vesolju uporablja 3-osni sistem brez momenta, kar pomeni, da se lahko satelit natančno orientira brez vrtečih se delov. Za premikanje do svoje orbite in za manevriranje na njej satelit uporablja dva različna pogonska sistema:  sistem z dvema tekočinama za prenosno orbito in sistem z eno tekočino (hidrazin) za delovanje na ciljni orbiti. Električna energija je shranjena v dveh Li-Ion baterijah z zmogljivostjo več kot 4840 W/h.
Sateliz Azerspace-1/Africasat-1A  je opremljen s hibridno komunikacijsko opremo, vključno z antenami za C-pas in Ku-pas. V C-pasu je 24 aktivnih transponderjev, ki uporabljajo dve različni vrsti supereliptičnih premičnih reflektorjev: en velik  2,5 m × 2,7 m ter en manjši 1,4 m × 1,4 m, nameščen na krovu. V Ku-pasu je 12 aktivnih transponderjev, ki uporabljajo enojni supereliptični premični reflektor velikosti 2,5 m × 2,7 m.
Transponderji v Ku-pasu (11,2 GHz in 14,0 GHz) pokrivajo predvsem Evropo in Srednjo Azijo z natančno določenimi območji pokritosti na zemljevidih kontur. Podobno pokritost zagotavljajo tudi transponderji v C-pasu (3740 MHz in 5965 MHz), ki poleg Evrope in Srednje Azije zajemajo skoraj celotno Afriko.

## Orbita
Satelit je zgrajen na platformi  STAR-2 podjetja Orbital, ki je že bila preizkušena v vesoljskih poletih. Ta platforma omogoča satelitu, da generira približno pet kilovatov, ki se uporablja za 36 aktivnih transponderjev. Ko so bila testiranja satelita na orbiti zaključena, je upravljanje satelita prevzelo azerbajdžansko ministrstvo za komunikacije in informacijske tehnologije. Od oktobra 2017 podjetje Azercosmos OJSCo samostojno upravlja Azerspace-1.

## Delovanje
Delovanje satelita nadzira državno podjetje Azercosmos, ki je v lasti azerbajdžanske vlade. Azerspace-1/Africasat-1A je del skupnega projekta med Azerbajdžanom in malezijskim operaterjem satelitov MEASAT Satellite Systems. MEASAT ima v lasti pravice do uporabe orbitalnega položaja na 46 stopinjah vzhodne zemljepisne dolžine in izkorišča približno 40 odstotkov skupne zmogljivosti satelita. Azerbajdžan uporablja 20 odstotkov zmogljivosti, preostanek pa je na voljo drugim uporabnikom..
Leta 2014 je satelit prenašal 13 radijskih postaj in 128 televizijskih programov, večinoma brezplačnih, poleg storitev, ki jih zagotavlja vladi. Leta 2018 je satelit prenašal približno 100 televizijskih in radijskih kanalov, večinoma brezplačnih, poleg storitev za vlado.

## Nadaljnje dejavnosti
Z izstrelitvijo lastnega satelita je Azerbajdžan začel razvijati svojo vesoljsko industrijo. Aprila 2011 je namestnik direktorja Nacionalne vesoljske agencije Azerbajdžana Tofig Sulejmanov namignil, da ima Azerbajdžan načrte za izstrelitev drugega satelita za preučevanje Zemljine notranjosti in atmosfere 26. novembra 2011 je vodja Azercosmosa Rashad Nabijev poročal, da naj bi drugi satelit izstrelili leta 2015.
Azercosmos je drugi telekomunikacijski satelit Azerspace-2 izstrelil 25. septembra 2018 ob 22:38 po UTC. Namen tega satelita je zagotavljanje širokopasovnih in oddajnih storitev uporabnikom v Evropi, na Bližnjem vzhodu, v podsaharski Afriki ter srednji in južni Aziji. Novi satelit je opremljen s 35 transponderji v Ku-pasu in je lociran na 45° vzhodne dolžine. Življenjska doba Azerspace-2 naj bi bila 15 let.